# Газі-Хаджі
Газі Хаджі Зандакський (чеч. Гӏеза — Хьяжа) (1808 рік, Зандак, Чечня — 1867, Мекка, Саудівська Аравія) — чеченський шейх, духовний лідер повстанців під час Кавказьких війн, видатний релігійний і політичний діяч Північного Кавказу у XIX ст.

## Біографія
Газі-Хаджі народився у 1808 році у старовинному гірському чеченському селищі Зандак (нині Ножай-Юртівський район) у родині шановного горця Арзу сина Газі-Махми з тайпу Зандакой. З раннього дитинства Газі відрізнявся потягом до релігійних знань. Ще в юнацькі роки батько віддає його на виховання та навчання до відомого лезгинського шейха Мухаммада Ярагського, якого вважають одним із засновників «Кавказького мюридизму».

### Релігійна діяльність
Газі-Хаджі був не просто духовним проповідником, а й відомим ідеологом Північно-Кавказького імамату. На певному етапі визвольного руху горян Він виконував функції мухтасіба, ісламського інспектора, який стежив за виконанням норм шаріату різними посадовими особами Імамата (мудирами, наїбами, кадіями та ін.). Також у 1840-х роках Газі-Хаджі виступив як ісламський місіонер на Північно-Західному Кавказі серед адигів, після цього він виконував роль духовного наставника в Малій Чечні, про якого наиб цієї області Саадула Гехінський відзначав:
|  | «Ми за допомогою Божої йдемо істинним шляхом, вказаним нам пророком і залишаємося наполегливими добрими порадами відомого всім Шайха Газі» |

Після полону Шаміля у серпні 1859 року шейх Газі-Хаджі продовжував свою проповідницьку діяльність. Під час повстання у гірській Чечні (1860—1861 роки) став активним учасником та духовним лідером повстанців. Після придушення повстання влада переселяє його разом із сім'єю на рівнину в Надтерковий округ.

### Смерть
Пробувши тривалий час у засланні, позбавлений права повернення в рідні гори, шейх вирішує виконати своє давнє бажання — вирушити до святої Мекки і здійснити обряди хаджу, де приблизно 1866—1867 р. залишив земну обитель. Він похований у Мецці неподалік найголовнішої святині ісламського світу — Масджид-аль-Харам (Заповідної мечеті).